# Crytea quadrigilvata
Crytea quadrigilvata là một loài tò vò trong họ Ichneumonidae.